# Ivica Barbarić
Ivica Barbarić (* 23. Februar 1962 in Metković) ist ein ehemaliger kroatischer Fußballspieler.

## Karriere

### Verein
Seinen ersten Vertrag unterschrieb er 1982 bei FK Velež Mostar. Der Verein spielte in der höchsten Liga des Landes. Für den Verein absolvierte er 152 Erstligaspiele. 1989 wechselte er zu Real Burgos CF in die spanische Segunda División. 1990 wurde er mit dem Verein Meister der Segunda División und stieg in die Primera División auf. Für den Verein absolvierte er 86 Ligaspiele. 1992 wechselte er zum Zweitligisten Racing Santander. Danach spielte er beim CD Badajoz (1993–1995) und UD Almería (1995–1996). Ende 1996 beendete er seine Karriere als Fußballspieler.

### Nationalmannschaft
Im Jahr 1988 debütierte Barbarić für die jugoslawische Fußballnationalmannschaft. Mit der jugoslawischen Nationalmannschaft qualifizierte er sich für die Olympischen Sommerspiele 1988.